# Tetracheilostoma breuili
Espèce
Statut de conservation UICN

 EN B1ab(iii,v) : En danger
Synonymes
- Leptotyphlops breuili Hedges, 2008

Tetracheilostoma breuili est une espèce de serpents de la famille des Leptotyphlopidae.

## Répartition
Cette espèce est endémique de Sainte-Lucie.

## Description
Tetracheilostoma breuili mesure entre 102 et 119 mm pour une masse variant entre 0,50 à 0,70 g. Sa coloration varie du brun foncé au noir. Son dos présente deux lignes longitudinales jaune pâle.

## Étymologie
Cette espèce est nommée en l'honneur de l'herpétologiste Michel Breuil.

## Publication originale
- Hedges, 2008 : At the lower size limit in snakes: two new species of threadsnakes (Squamata: Leptotyphlopidae: Leptotyphlops) from the Lesser Antilles. Zootaxa, n. 1841, p. 1–30 (texte intégral).